# ورزشگاه کارگران
ورزشگاه کارگران مکانی ورزشی در شهر تهران است. این ورزشگاه میزبان لیگ برتر کاراته ایران است. این ورزشگاه همچنین داری یک زمین چمن فوتبال است که سال‌ها تمرینات باشگاه پرسپولیس تهران در آن برگزار می‌شد. و تا زمان انحلال باشگاه فوتبال بادران تهران از آن را به عنوان محل برگزاری بازیهای خود استفاده می کرد. همچنین تیم فوتبال نساجی مازندران در این ورزشگاه تمرین می‌کند. در فصل ۰۴-۱۴۰۳، باشگاه فوتبال زنان آوا تهران از این ورزشگاه به عنوان ورزشگاه خانگی خود استفاده کرد